# Daniel Betts
Daniel Alexander Betts (* 10. Dezember 1971 in Cuckfield, Mid Sussex, Vereinigtes Königreich) ist ein britischer Schauspieler.

## Leben
Daniel Betts studierte am Drama Centre London, das er 1993 abschloss.
Seither war Betts vor allem am Theater tätig, übernahm aber immer wieder Rollen in diversen Film- und Fernsehproduktionen. Eine Hauptrolle spielte er unter anderem im Fernseh-Zweiteiler Kampf der Kobolde – Die Legende einer verbotenen Liebe, später übernahm er mehrere Rollen an der Seite von Brad Pitt. Sein Schaffen umfasst mehr als 40 Produktionen.
Daniel Betts ist verheiratet und Vater von vier Kindern. Neben englisch spricht er deutsch.

## Filmografie (Auswahl)
- 1995: Carrington – Liebe bis in den Tod (Carrington)
- 1996: Das Gespenst von Canterville (The Canterville Ghost)
- 1998: Schüsse durchs Herz (Shot Through the Heart)
- 1998–2010: The Bill (Fernsehserie, 4 Episoden)
- 1999: Kampf der Kobolde – Die Legende einer verbotenen Liebe (The Magical Legend of the Leprechauns, Fernseh-Zweiteiler)
- 1999 Toms geheimer Garten – Als die Uhr 13 schlug
- 1999: Inspector Barnaby (Midsomer Murders, Fernsehserie, 1 Episode)
- 2007: Gerichtsmediziner Dr. Leo Dalton (Silent Witness, Fernsehserie, 2 Episoden)
- 2009: Law & Order: UK (Fernsehserie, 1 Episode)
- 2014: Herz aus Stahl (Fury)
- 2016: The Crown (Fernsehserie, 2 Episoden)
- 2016: Allied – Vertraute Fremde (Allied)
- 2016: Mr Selfridge (Fernsehserie, 1 Episode)
- 2017: War Machine
- 2017: Instrument of War
- 2019: A Confession (Fernsehserie, 6 Episoden)
- 2019: The Good Liar – Das alte Böse (The Good Liar)
- 2019, 2022: Gentleman Jack (Fernsehserie, 4 Episoden)
- 2020: Atlantic Crossing (Fernsehserie, 8 Episoden)
- 2021: The Girlfriend Experience (Fernsehserie, 3 Episoden)
- 2022: Fate: The Winx Saga (Fernsehserie, 3 Episoden)
- 2024: Alien: Romulus (Stimme und Double)
- 2024: Here
- 2025: Köln 75